# Swezeyia vandergootii
Swezeyia vandergootii är en insektsart som beskrevs av Frederick Arthur Godfrey Muir 1915. Swezeyia vandergootii ingår i släktet Swezeyia och familjen Derbidae. Inga underarter finns listade i Catalogue of Life.